# Azer Bušuladžić
Azer Bušuladžić (ur. 12 listopada 1991 w Trebinje) – bośniacki piłkarz występujący na pozycji pomocnika w Vejle BK.

## Kariera klubowa
Grę w piłkę nożną rozpoczął w klubie Kolding Boldklub, który następnie przekształcił się w Kolding FC. W 2006 roku przeniósł się do Vejle BK (1. division), gdzie w połowie 2009 roku został włączony do składu pierwszego zespołu i rozpoczął od tego momentu regularne występy. Przed sezonem 2011/12 Vejle BK przeprowadziło fuzję z Kolding FC i przyjęło nazwę Vejle Boldklub Kolding, kontynuując grę na poziomie 1. division.
Latem 2013 roku Bušuladžić porozumiał się w sprawie kontraktu z Odense Boldklub, do którego dołączył 1 stycznia 2014. 22 lutego 2014 rozegrał pierwszy mecz w duńskiej ekstraklasie w spotkaniu przeciwko FC Midtjylland (2:1). Łącznie w barwach Odense zaliczył on 60 ligowych występów i zdobył 1 gola. Po sezonie 2015/16 jako wolny agent przeniósł się do FC Dinamo Bukareszt. 23 lipca 2016 zadebiutował w Liga I w wygranym 4:1 spotkaniu z Astrą Giurgiu. W sezonie 2016/17 wywalczył Puchar Ligi, po zwycięstwie w finale 2:1 nad FC Voluntari. W lipcu 2017 roku zadebiutował w europejskich pucharach w meczu przeciwko Athletic Bilbao (1:1) w kwalifikacjach Ligi Europy 2017/18. Miesiąc później, z powodu odrzucania przez władze klubu wszelkich ofert transferowych, polubownie rozwiązał swoją umowę i został na zasadzie wolnego transferu graczem PAE Atromitos. 26 sierpnia 2017 zanotował pierwszy występ w Superleague Ellada przeciwko Panetolikos GFS (2:2). Przez dwa kolejne sezony zaliczył 53 ligowe spotkania oraz jeden mecz w kwalifikacjach Ligi Europy 2018/19.
W czerwcu 2019 roku podpisał dwuletni kontrakt z Arką Gdynia, prowadzoną przez Jacka Zielińskiego. 19 lipca zadebiutował w Ekstraklasie w przegranym 0:3 spotkaniu z Jagiellonią Białystok.

## Życie prywatne
Urodził się w 1991 roku w Trebinje, skąd w 1993 roku z powodu wojny domowej w Bośni i Hercegowinie wyemigrował z rodziną do Danii. Posiada obywatelstwo bośniackie oraz duńskie.

## Sukcesy
FC Dinamo Bukareszt
- Puchar Ligi: 2016/17